# Sabrina Neuendorf
Sabrina Neuendorf (* 13. September 1984 in Berlin) ist eine ehemalige deutsche Handballspielerin.
Die 1,74 m große Rückraumspielerin begann in ihrer Kindheit mit dem Handball beim PSV Berlin. Später spielte sie bei Eintracht Innova Berlin und ab 2002 in der 2. Bundesliga beim SV Berliner VG 49. 2004 wechselte sie zum Frankfurter HC in die 1. Bundesliga. Von 2006 bis zu ihrem Karriereende 2013 stand sie beim Bundesligisten VfL Oldenburg unter Vertrag, mit dem sie 2008 sie den EHF Challenge Cup, 2009 den DHB-Supercup sowie 2009 und 2012 den DHB-Pokal gewann. Als in der Saison 2014/15 mehrere Rückraumspielerinnen beim VfL Oldenburg ausfielen, wurde sie Anfang April 2015 reaktiviert. Bis zum Saisonende bestritt sie drei Bundesligaspiele. Nachdem Neuendorf anschließend ihre Karriere beendet hatte, unterschrieb sie zur Saison 2016/17 einen Vertrag beim Drittligisten Füchse Berlin. Mit Berlin stieg sie 2017 in die 2. Bundesliga auf. Nach der Saison 2017/18 beendete sie ihre Karriere.
Sabrina Neuendorf gab ihr Länderspieldebüt für die deutsche Nationalmannschaft am 2. April 2004 in Riesa gegen Portugal. Sie absolvierte 18 Länderspiele, in denen sie drei Treffer erzielte.
Neuendorf nahm an der Beachhandball-Europameisterschaft 2017 teil.
Parallel zu ihrer sportlichen Karriere studierte sie Rechtswissenschaften. Sie promovierte 2014 an der Universität Bremen und ist als Anwältin tätig.